# Tmesiphantes chickeringi
Tmesiphantes chickeringi är en spindelart som beskrevs av Lodovico di Caporiacco 1955. Tmesiphantes chickeringi ingår i släktet Tmesiphantes och familjen fågelspindlar.
Artens utbredningsområde är Venezuela. Inga underarter finns listade i Catalogue of Life.